# Чемпионат мира по гандболу среди женщин 1965
III чемпионат мира по гандболу среди женщин проходил в ФРГ с 7 по 13 ноября 1965 года в Дортмунде.

## Предварительный этап

### Группа A
| Команда   | И | В | Н | П | Г+ | Г- | РГ  | О |
| --------- | - | - | - | - | -- | -- | --- | - |
| Югославия | 3 | 3 | 0 | 0 | 28 | 15 | +13 | 6 |
| ФРГ       | 3 | 2 | 0 | 1 | 26 | 20 | +6  | 4 |
| Дания     | 3 | 1 | 0 | 2 | 21 | 27 | -6  | 2 |
| Япония    | 3 | 0 | 0 | 3 | 21 | 34 | -13 | 0 |

### Группа B
| Команда      | И | В | Н | П | Г+ | Г- | РГ  | О |
| ------------ | - | - | - | - | -- | -- | --- | - |
| Венгрия      | 3 | 3 | 0 | 0 | 31 | 15 | +16 | 6 |
| Чехословакия | 3 | 1 | 1 | 1 | 27 | 22 | +5  | 3 |
| Румыния      | 3 | 1 | 0 | 2 | 18 | 21 | -3  | 2 |
| Польша       | 3 | 0 | 1 | 2 | 16 | 34 | -18 | 1 |

## Финальные матчи
- За 7 место

| Матч   | Матч | Матч   | Результат |
| ------ | ---- | ------ | --------- |
| Япония | -    | Польша | 6 — 5     |

- За 5 место

| Матч  | Матч | Матч    | Результат |
| ----- | ---- | ------- | --------- |
| Дания | -    | Румыния | 10 — 9    |

- За 3 место

| Матч | Матч | Матч         | Результат |
| ---- | ---- | ------------ | --------- |
| ФРГ  | -    | Чехословакия | 11 — 10   |

- Финал

| Матч      | Матч | Матч    | Результат |
| --------- | ---- | ------- | --------- |
| Югославия | -    | Венгрия | 3 — 5     |

## Итоговое положение команд
| \| 1 \| Венгрия \| \| 2 \| Югославия \| \| 3 \| ФРГ \| \| 4. \| Чехословакия \| \| 5. \| Дания \| \| 6. \| Румыния \| \| 7. \| Япония \| \| 8. \| Польша \| |              |
| 1 | Венгрия      |
| 2 | Югославия    |
| 3 | ФРГ          |
| 4. | Чехословакия |
| 5. | Дания        |
| 6. | Румыния      |
| 7. | Япония       |
| 8. | Польша       |

## Победитель
| Чемпионат мира по гандболу среди женщин 1965 |
| Чемпион                                      |
| -------------------------------------------- |
| Венгрия 1 титул                              |

## Составы
| Золото | Серебро | Бронза | 4 | 5 | 6 | 7 | 8 |
| Венгрия Агнеш Бабош Марта Балог Марта Гиба Дьёрдьне Гурич (в) Илона Игнач Магдолна Йона Эржебет Лендьель Йожефне Ромханьи Анна Элек Ротермель (в) Каролина Хайек Агнеш Хануш Дьёрдьне Ченки Енёне Шмидт Йожефне Янья Бодог Тёрёк | Югославия Эма Барт Милка Веинович Нада Вучкович Зденка Иштванович (в) Ана Кнежевич Ружица Миладинович (в) Лепосава Нинкович Радмила Радунович Злата Реберняк Ана Самарджия Бисерка Томашек Мирьяна Ясич Светислав Станкич Вилим Тичич | ФРГ Моника Айхенауэр (в) Лидия Бауэр Эльза Биркемозе Криста Варнс Гизела Гресхаке Вальтрауд Кюль Гизела Мезер Криста Мильтер Сигрид Мюллер Герда Райтвиснер Ханнелора Рех Марга Рушицка Криста Харрах Ирене Херхенбах Эльке Хойер (в) Дорис Хольдорф | Чехословакия Блехова Милена Вецкова Гейтманкова (в) Герцогова (в) Яна Кернерова Ивана Кирианова Анна Кошикова Косоринова Малинова Мария Мартинкова Мария Цифраничова Квета Черногорская Мария Шифферова Яйцайова Квета Янечкова (в) Ян Кечкемети А. Коларжик | Дания Тони Рёселер Андерсен Фрида Йенсен Анне Кристиансен Ханне Лагербон Ютте Скётт Миккельсен Анне Мари Нильсен Лена Нильсен (в) Кирстен Нильссон Биргит Расмуссен Анна Хансен Бирте Хансен Лене Хансен Хельга Хансен (в) Эстер Хансен | Румыния Лукреция Анка (в) Елена Добырчану Констанца Думитреску Лидия Думитру Ирене Надь (в) Юлиана Нацо Ана Немец Аурора Никулеску Аурелия Сёкё Анна Старк Родика Флорояну Эдельтраут Франц Елена Хедешиу Анета Шрамко Никулае Недефф Пиликэ Попеску Франциск Спир | Япония Юкико Кавасаки (в) Киёко Касахара Сэйко Като Мивако Куремацу Ясуэ Курокава Акико Нагаи Икуко Ниихо Кацуко Судзуки Кэйко Уи Ёсиэ Фуруя (в) Киёми Хаякава | Польша Малгожата Волани Эвелина Дуда Котышко (в) Ванда Легень Юта Михальская Смела Бронислава Тоболка Стефания Тыка Данута Хрыновецкая Рената Цихонь (в) Чоп Экфельд Яворская Эдвард Сурдыка |

## Судьи
- Бент Вестергор
- Панделе Кырлигяну
- Лудвиг Луц
- Мудрый
- Пупич
- Ханс Росманит
- Николай Суслов
- Фальк
- Дьёрдь Фюлёп